# Sancey
Sancey es una comuna nueva francesa situada en el departamento de Doubs, en la región de Borgoña-Franco Condado.

## Historia
Fue creada el 1 de enero de 2016, en aplicación de una resolución del prefecto de Doubs de 23 de noviembre de 2015 con la unión de las comunas de Sancey-le-Grand y Sancey-le-Long, pasando a estar el ayuntamiento en la antigua comuna de Sancey-le-Grand.

## Demografía
| Gráfica de evolución demográfica de Sancey entre 1800 y 2021 |
|                                                              |

Los datos entre 1800 y 2013 son el resultado de sumar los parciales de las dos comunas que forman la nueva comuna de Sancey, cuyos datos se han cogido de 1800 a 1999, para las comunas de Sancey-le-Grand y Sancey-le-Long de la página francesa EHESS/Cassini. Los demás datos se han cogido de la página del INSEE.

## Composición
| Comuna delegada | Código INSEE | Población (2013) | Superficie (km²) | Densidad (hab./km²) |
| --------------- | ------------ | ---------------- | ---------------- | ------------------- |
| Sancey-le-Grand | 25529        | 930              | 23.55            | 39                  |
| Sancey-le-Long  | 25530        | 345              | 7.02             | 49                  |